# جاك إيستون
جاك إيستون (بالإنجليزية: Jack Easton)‏ هو لاعب كرة قاعدة أمريكي، ولد في 28 فبراير 1865 في بريدجبورت في الولايات المتحدة، وتوفي في 28 نوفمبر 1903 في ستوبنفيل في الولايات المتحدة.

## وصلات خارجية
- جاك إيستون على موقعبيزبول رفرنس.كوم (الدوري الرئيسي) (الإنجليزية)